# Wendy Donnelly
Wendy Donnelly (* um 1955, geborene Wendy Orr) ist eine irische Badmintonspielerin.

## Karriere
Wendy Orr gewann 1977 die Damendoppelkonkurrenz sowohl bei den irischen nationalen Meisterschaften als auch bei den Irish Open gemeinsam mit Mary Dinan. 1978, 1981 und 1982 siegten beide erneut bei den nationalen Titelkämpfen.

## Sportliche Erfolge
| Saison | Veranstaltung                 | Disziplin   | Platz | Name                   |
| ------ | ----------------------------- | ----------- | ----- | ---------------------- |
| 1977   | Irland: Einzelmeisterschaften | Damendoppel | 1     | Mary Dinan / Wendy Orr |
| 1977   | Irish Open                    | Damendoppel | 1     | Mary Dinan / Wendy Orr |
| 1978   | Irland: Einzelmeisterschaften | Damendoppel | 1     | Mary Dinan / Wendy Orr |
| 1981   | Irland: Einzelmeisterschaften | Damendoppel | 1     | Mary Dinan / Wendy Orr |
| 1982   | Irland: Einzelmeisterschaften | Damendoppel | 1     | Mary Dinan / Wendy Orr |